# Договір про дружбу, співробітництво і партнерство між Україною і Російською Федерацією
Договір про дружбу, співробітництво і партнерство між Україною і Російською Федерацією (рос. Договор о дружбе, сотрудничестве и партнёрстве между Российской Федерацией и Украиной) — угода між Україною і Російською Федерацією, в якій закріплюються принцип стратегічного партнерства, визнання непорушності наявних кордонів, поваги до територіальної цілісності та взаємні зобов'язання не використовувати свою територію на шкоду безпеці один одного. Цей договір припиняв дію попереднього договору між УРСР і РРФСР 1990-ого року, де підкреслювалося що він базувався на деклараціях про суверенітет обох сторін.
6 вересня 2018 року Рада національної безпеки і оборони України ухвалила рішення підтримати пропозицію Міністерства закордонних справ України щодо припинення Україною дії Договору; 17 вересня Президент України підписав Указ «Про рішення Ради національної безпеки і оборони України…». Верховна Рада України 6 грудня 2018 року припинила дію договору (з 1 квітня 2019 року).

## Підписання та Ратифікація
Договір було підписано у Києві 31 травня 1997 Президентом України Леонідом Кучмою та Президентом Російської Федерації Борисом Єльциним.
В Україні договір ратифіковано Законом України «Про ратифікацію Договору про дружбу, співробітництво і партнерство між Україною і Російською Федерацією» N 13/98-ВР від 14 січня 1998 року. Під час прийняття закону на засіданні Верховної Ради був присутній майже увесь склад уряду. Сам законопроєкт в парламенті був представлений міністром закордонних справ Геннадієм Удовенком. Під час цієї презентації члени парламенту також цікавилися статусом перемовин про Чорноморський флот.
Верховна Рада також зробила офіційне звернення до Федеральних Зборів Російської Федерації заохочуючи другу сторону ратифікувати договір.
У Російській Федерації 25 грудня 1998 року Державна дума Федерального зібрання РФ прийняла постанову про прийняття федерального закону рос. «О ратификации Договора о дружбе, сотрудничестве и партнерстве между Российской Федерацией и Украиной» і скерування його в Раду Федерації.
Рада Федерації постановою від 17 лютого 1999 схвалила цей федеральний закон, чим і ратифікувала договір.

## Зміст договору
Згідно з угодою обидві сторони гарантують громадянам іншої країни права і свободи на тих же підставах і в такому ж обсязі, який вона надає своїм громадянам, крім випадків, встановлених національним законодавством держав або їх міжнародними договорами.
Кожна з країн захищає в установленому порядку права своїх громадян, які проживають на території іншої країни, відповідно до зобов'язань по документах Організації з безпеки і співробітництва в Європі та інших загальновизнаних принципів і норм міжнародного права, домовленостей в рамках СНД, учасниками яких вони є.
У договорі серед іншого підтверджується непорушність кордонів країн. Згідно зі статтею 2: 
«Високі Договірні Сторони відповідно до положень Статуту ООН і зобов'язань по Заключному акту Наради з безпеки і співробітництва в Європі поважають територіальну цілісність одна одної і підтверджують непорушність існуючих між ними кордонів.»